# 納拿·拿加斯森
法尼米·納拿·拿加斯森（Falemi Nana Ngassam，1974年05月5日—），出生于羅馬尼亞布加勒斯特，羅馬尼亞职业足球运动员，司職防守中場，雖然他出生於羅馬尼亞，但他選擇代表喀麥隆，替其出席2003年洲際國家盃。

## 榮譽
- 布加勒斯特星隊
  - 羅馬尼亞足球甲級聯賽 (2) 2000-01, 2004-05
  - 羅馬尼亞超級盃 (1): 2000-01

- 喀麥隆
  - 洲際國家盃 亞軍: 2003